# Llengües circassianes

Grups etnolingüístics de la regió del Caucas. Les llengües circassianes en tons roses.

Les llengües circassianes o llengües abkhazoadigués es refereixen a un conjunt de llengües pertanyents a la família de llengües caucàsiques del nord-oest, procedents de la regió del Caucas compresa entre la mar Negra i la mar Càspia.

## Llengües de la família
Aquesta família de llengües inclou dos subgrups: l'occidental o adigué i l'oriental o kabardí.
El primer, al que s'al·ludeix com adigué i que està format pels dialectes: bzheduj (el més complex en termes consonàntics, amb 66 fonemes), shapsugh, temirgoy i abadkej (abkhaz). Aquest últim va ser el predominant en la Caucàsia anterior a 1864 i potser el més estès de tots els dialectes de la diàspora, encara que en l'actualitat només un petit poble, Shovgenovskij, roman al Caucas.
El circassià oriental, més conegut com a kabardí, compta amb dos dialectes: el propi kabardí, el més senzill fonològicament de tota la família caucàsica nord-occidental (45 fonemes consonàntics en la seva forma literària) i el bes(le)ney. El sistema utilitzat per escriure el kabardí és l'alfabet ciríl·lic més la lletra I i l'ordre de l'oració és subjecte, complement i verb.
En l'actualitat aquest conjunt de llengües s'utilitzen en països com Geòrgia i altres antigues repúbliques soviètiques a més de petites comunitats a Turquia, Jordània o Síria.